# Michael Tappin
Michael Tappin (n. 22 decembrie 1946) este un om politic britanic, membru al Parlamentului European în perioada 1994-1999 din partea Regatului Unit.
1. ↑  Deputații în Parlamentul European